# Sauvage (film, 2016)
Pour les articles homonymes, voir Sauvage (homonymie).
Pour plus de détails, voir Fiche technique et Distribution.
Sauvage (Wild) est un film allemand réalisé par Nicolette Krebitz et sorti en 2016.

## Synopsis
Ania est une jeune informaticienne dont la vie à Halle-Neustadt, dans un quartier de grandes barres de béton, est triste et sans relief : elle vit seule, l'ami de sa sœur ne la supporte pas, elle ne connaît pas son père, son grand-père est mourant à l'hôpital, et son chef communique en lui lançant des boules de papier contre la vitre pour se faire servir des cafés. Un jour, elle croise un loup dans le parc, et va tenter de l'approcher, puis de vivre avec lui. Elle va se désocialiser, et remettre son univers en question en se laissant « aspirer par son animalité », le suivant dans sa quête de liberté et d'épanouissement difficile.

## Fiche technique
- Titre original : Wild
- Titre français : Sauvage[3]
- Réalisation : Nicolette Krebitz
- Scénario : Nicolette Krebitz
- Décors : Sylvester Koziolek
- Maquillage : Antje Bockeloh et Judith Kröher
- Producteur exécutif : Sascha Verhey
- Société de production : Heimatfilm
- Société de distribution : NFP Marketing & Distribution (Allemagne)
- Pays d'origine :  Allemagne
- Langue : allemand
- Durée : 97 minutes
- Dates de sortie :
  - États-Unis : 24 janvier 2016 (Festival de Sundance)
  - Allemagne : 14 avril 2016 (Allemagne)

## Distribution
- Lilith Stangenberg : Ania
- Georg Friedrich : Boris
- Silke Bodenbender : Kim
- Saskia Rosendahl : Jenny
- Pit Bukowski : Tim
- Tamer Yiğit (de) :
- Kotti Yun : Vai
- Joy Maria Bay : Suyeung
- Laurie Young : Tampi
- Frowin Wolter : Oli

## Récompenses
- Prix du Günter-Rohrbach Filmpreis 2016[4].
- Meilleur film au LUFF, Lausanne Underground Film & Music Festival 2016[5].
- Prix de bronze du meilleur film, prix de la meilleure photographie et prix du meilleur son, à la 67e cérémonie du Deuscher Filmpreis en 2017